# Tetrahydroksoglinian potasu
Tetrahydroksoglinian potasu - K[Al(OH)4] – nieorganiczny związek chemiczny zaliczany do związków kompleksowych.

## Budowa cząsteczki
Atomem centralnym w tej cząsteczce jest glin. Wraz z czterema grupami wodorotlenkowymi tworzy wewnętrzną strefę kompleksu oraz anion kompleksowy, o ładunku ujemnym. W zewnętrznej strefie kompleksowej występuje jeden kation potasu, który dzięki swemu dodatniemu naładowaniu równoważy ładunek cząsteczki.
Podobnie jak tetrahydroksoglinian sodu, tetrahydroksyglinian potasu dysocjuje w roztworach wodnych tworząc anion kompleksowy oraz kation potasu. Dysocjację tego związku można przedstawić za pomocą równania:
K[Al(OH)4] → K{\displaystyle ^{+}} + [Al(OH)4]{\displaystyle ^{-}}

## Otrzymywanie
Tetrahydroksoglinian potasu można otrzymać w egzotermicznej reakcji wodorotlenku potasu z glinem i wodą:
2Al + 2KOH + 6H2O → 2K[Al(OH)4] + 3H2↑ + ciepło